# Robert Lees
Robert Lees (9 de julho de 1922 — 6 de dezembro de 1996) foi um linguista estadunidense. Ele conquistou destaque ao trabalhar no Instituto de Tecnologia de Massachusetts em um influente projeto de tradução automática, vinculado ao Departamento de Engenharia Elétrica, onde conquistou seu Ph.D. sob orientação de Noam Chomsky.
Ele foi o primeiro chefe do departamento de linguística da Universidade de Illinois em Urbana-Champaign de 1965 a 1968. Também passou um tempo em Israel, quando teve um papel pioneiro na pesquisa linguística realizada na Universidade de Tel Aviv. Um de seus maiores reconhecimentos está na expansão da técnica da glotocronologia.